# Latiumita
La latiumita és un mineral de la classe dels silicats, que pertany al grup de la latiumita, al qual dona nom. Fou anomenada això per C.E. Tilley i N.F.M. Henry per la seva localitat tipus, Laci, el nom llatí de la qual és Latium.

## Característiques
La latiumita és un silicat de fórmula química (Ca,K)₄(Si,Al)₅O11(SO₄,CO₃). Cristal·litza en el sistema monoclínic. La seva duresa a l'escala de Mohs és 5,5 a 6.
Segons la classificació de Nickel-Strunz, la latiumita pertany a «09.EG - Fil·losilicats amb xarxes dobles amb 6-enllaços més grans» juntament amb els següents minerals: cymrita, naujakasita, manganonaujakasita, dmisteinbergita, strätlingita, vertumnita, eggletonita, ganofil·lita, tamaïta, coombsita, zussmanita, franklinfil·lita, lennilenapeïta, parsettensita, estilpnomelana, kampfita, tuscanita, jagoïta, wickenburgita, hyttsjoïta, armbrusterita, britvinita i bannisterita.

## Formació i jaciments
En la seva localitat tipus es va trobar en blocs de calcàries metamorfitzades expulsats per activitat volcànica. S'ha descrit associat a hedenbergita, grossularia-andradita, melilita, leucita, haüyna, kaliofil·lita.